# Centropogon costaricae
Centropogon costaricae är en klockväxtart som först beskrevs av Wilhelm Vatke, och fick sitt nu gällande namn av Mcvaugh. Centropogon costaricae ingår i släktet Centropogon och familjen klockväxter. Inga underarter finns listade i Catalogue of Life.